# 9th Armored Division (Vereinigte Staaten)

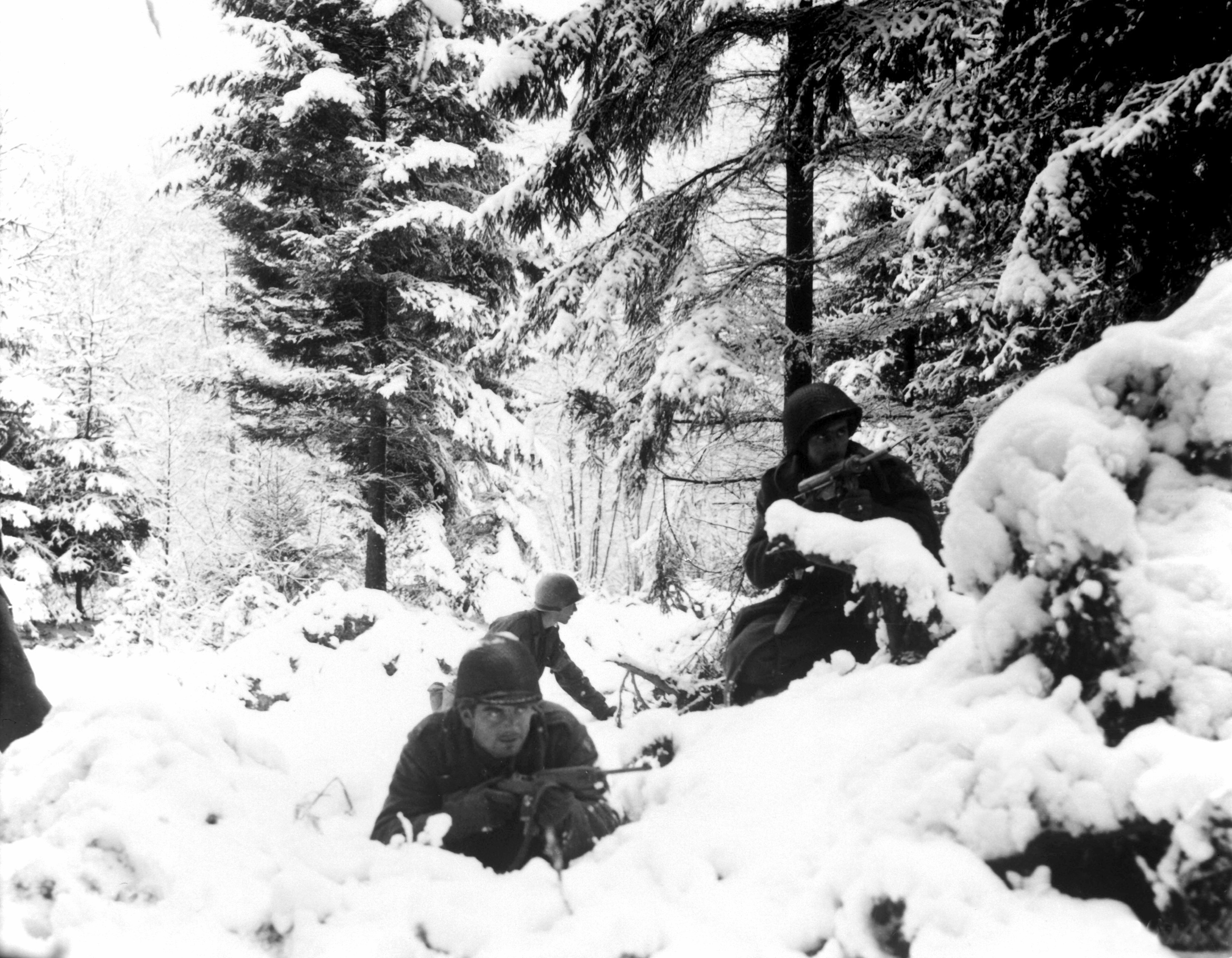
Amerikanische Soldaten – ohne Winterausrüstung wie beispielsweise Schneehemden – in Verteidigungsstellung während der Ardennenoffensive

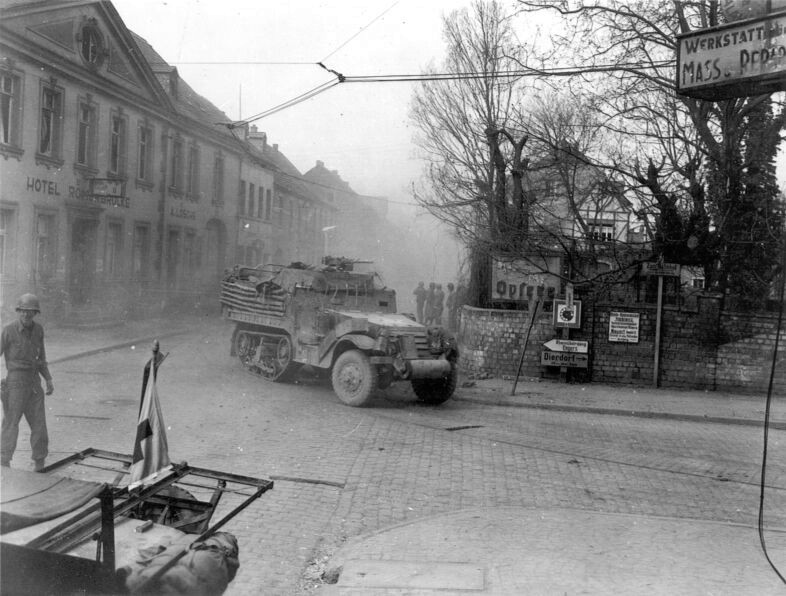
Halbkettenfahrzeuge der 9. US-Panzerdivision rücken durch Engers vor (27. März 1945)

Die 9th Armored Division (deutsch 9. US-Panzerdivision, Beiname „Phantom Division“) war eine Panzerdivision der United States Army. Sie kämpfte im Zweiten Weltkrieg 1944/45 an der Westfront.
Sie erlangte innerhalb der Army eine gewisse Berühmtheit für außerordentlichen Heldenmut,
als sie vom 16. Dezember 1944 (dem Tag, als die Ardennenoffensive begann) bis zum 22. Dezember die ständigen und entschlossenen Attacken einer ganzen deutschen Division zurückschlug.
Bei einem Kräfteverhältnis von 5:1 bemannten schließlich Angestellte, Köche, Mechaniker, Fahrer und andere eine neun Kilometer lange Frontlinie.

## Geschichte
Die Division wurde am 15. Juli 1942 in Fort Riley (Bundesstaat Kansas) aktiviert.
Sie erreichte Großbritannien im September 1944 (zu dieser Zeit hatte Paris bereits kapituliert).

### Fortitude
Die 9th Armored Division war eine von mehreren (tatsächlich existierenden) Divisionen der US Army, die an der Operation Fortitude teilnahmen.
Hierbei täuschten die Alliierten erfolgreich die Wehrmacht und machten ihr weis, dass die tatsächliche Invasion in der Gegend von Dünkirchen stattfinden würde. Die Wehrmacht fiel darauf herein und hielt Truppen in der Gegend um Dünkirchen, anstatt sie den am 6. Juni 1944 in der Normandie gelandeten Truppen (Operation Overlord) entgegenzustellen.

### Einsatzchronik
Die 9. US-Panzerdivision landete Ende September 1944 in der Normandie und hatte erstmals Frontberührung am 23. Oktober 1944 bei Patrouilleaufgaben in einem ruhigen Sektor entlang der Grenze zwischen Luxemburg und Deutschland.
Als die Wehrmacht am 16. Dezember 1944 die Ardennenoffensive begann, wurde die 9. (die praktisch noch keine Gefechtserfahrung hatte) in schwere Gefechte verwickelt.
Die schwersten Gefechte waren um St. Vith, Echternach und Bastogne.
Sie konnte Bastogne verteidigen (siehe Belagerung von Bastogne), bis Entsatztruppen der 101st Airborne Bastogne erreichten. 
Nach einer Erholungsphase im Januar 1945 bereitete sich die Division auf eine Überquerung der Rur vor. Die Offensive – Operation Grenade – fand am 28. Februar 1945 statt; die 9. rückte über die Rur Richtung Rheinbach vor (Operation Lumberjack) und schickte Patrouillen bzw. Vorauskommandos Richtung Remagen.
Diese fanden zu ihrer Überraschung die Ludendorff-Brücke intakt vor; es gelang ihr, sie zu erobern.
Später baute sie den rechtsrheinischen Brückenkopf aus. Sie rückte entlang der Lahn flussaufwärts nach Limburg an der Lahn vor, wo sie Tausende alliierte Kriegsgefangene befreite.
Anschließend marschierte sie nach Frankfurt am Main und schwenkte dann nordwärts, um beim Schließen des Ruhrkessels zu helfen. Im April rückte sie nach Osten Richtung Leipzig vor, kreiste es ein und sicherte eine Linie entlang des Flusses Mulde. Dann schwenkte sie südwärts Richtung Tschechoslowakei. Der Krieg in Europa endete am 8./9. Mai 1945.

## Einheiten der 9. US-Panzerdivision
- 2nd Tank Battalion
- 14th Tank Battalion
- 19th Tank Battalion
- 27th Armored Infantry Battalion
- 52nd Armored Infantry Battalion
- 60th Armored Infantry Battalion
- HHB, Division Artillery
- 3rd Armored Field Artillery Battalion
- 16th Armored Field Artillery Battalion
- 73rd Armored Field Artillery Battalion
- 89th Cavalry Reconnaissance Squadron, Mechanized
- 509th Counter Intelligence Corps Detachment
- Headquarters Company, 9th Armored Division
- HHC, Combat Command A
- HHC, Combat Command B
- Headquarters, Reserve Command
- Headquarters, 12th Armored Group
- HHC, Division Trains
- 2nd Medical Battalion
- 131st Armored Ordnance Maintenance Battalion
- Military Police Platoon
- 9th Armored Engineer Battalion
- 149th Armored Signal Company
- 656th Tank Destroyer Battalion (angeschlossen vom 22. Februar 1945 bis 9. Mai 1945)
- 811th Tank Destroyer Battalion (angeschlossen vom 14. November 1944 bis 8. Januar 1945)
- 482nd AAA Automatic Weapons Battalion (angeschlossen vom 22. November 1945 bis zum 9. Januar 1945; 22. Februar 1945 bis 9. Mai 1945)

## Kommandeure
| Generalmajor Geoffrey Keyes  | Juni bis September 1942       |
| Generalmajor John W. Leonard | Oktober 1942 bis Oktober 1945 |